# Pia Engleberth
Pia Engleberth (Padova, 23 febbraio 1949) è un'attrice italiana.

## Biografia
Padovana, si diploma alla scuola del Piccolo Teatro di Milano. Nel 1985, con le attrici Daniela Piperno e Lucia Vasini, forma il trio comico "Sorelle Sister", attivo fino al 1989.
Attiva in varie opere teatrali, nel 2007 è nel cast della trasmissione comica di Rai 2 Tribbù. Nel frattempo lavora in particolare come attrice televisiva, iniziando da diverse sitcom di Rai e Mediaset fra le quali Cotti e mangiati (con Flavio Insinna), Il mammo (con Enzo Iacchetti), Finalmente soli (con Gerry Scotti e Maria Amelia Monti) e Belli dentro (con Geppi Cucciari).
Al cinema recita, fra gli altri, in Un giorno devi andare (che le vale la candidatura al premio Ciak d'oro per la migliore attrice non protagonista nel 2013), in Anni felici, in Nemiche per la pelle, in Il capitale umano e in La verità, vi spiego, sull'amore. 
Dal 2020 è nel cast di Il paradiso delle signore, soap opera di Rai 1, presente anche nella quinta e sesta stagione. Lavora anche in diverse serie televisive, fra le quali L'allieva, Un passo dal cielo e Un professore (fiction di Rai 1 dell'autunno 2021 con Alessandro Gassmann, dove interpreta la madre del protagonista).

## Filmografia

### Cinema
- Animali felici, regia di Angelo Ruta (1998)
- La grande prugna, regia di Claudio Malaponti (1999)
- I mostri oggi, regia di Enrico Oldoini (2009)
- Un giorno devi andare, regia di Giorgio Diritti (2013)
- Il capitale umano, regia di Paolo Virzì (2013)
- Anni felici, regia di Daniele Luchetti (2013)
- Un fidanzato per mia moglie, regia di Davide Marengo (2014)
- Un matrimonio da favola, regia di Carlo Vanzina (2014)
- Nemiche per la pelle, regia di Luca Lucini (2014)
- Ti ricordi di me?, regia di Rolando Ravello (2014)
- Né Giulietta né Romeo, regia di Veronica Pivetti (2015)
- Solo per il weekend, regia di Gianfranco Gaioni (2015)
- La verità, vi spiego, sull'amore, regia di Max Croci (2017)
- Nevermind, regia di Eros Puglielli (2018)
- Zamora, regia di Neri Marcorè (2023)

### Televisione
- Finalmente soli – sitcom (1999-2004)
- Il mammo – sitcom (2004-2007)
- Belli dentro – sitcom (2005-2012)
- Via Verdi 49 – sitcom (2006)
- Cotti e mangiati – sitcom (2006)
- Andata e ritorno – sitcom (2006)
- 1992 – serie TV (2015)
- L'allieva – serie TV (2016)
- Un passo dal cielo – serie TV (2017)
- Il bello delle donne... alcuni anni dopo – serie TV (2017)
- Il paradiso delle signore – soap opera (2020-2022)
- Tutta colpa di Freud - La serie – serie TV (2021)
- Un professore – serie TV (2021-in corso)
- Non mi lasciare – serie TV, 1 episodio (2022)
- Se mi lasci ti sposo , regia di Matteo Oleotto – film TV (2022)
- La fortuna di Laura, regia di Alessandro Angelini – film TV (2022)